# Kansas (Illinois)
Pour les articles homonymes, voir Kansas (homonymie).
Kansas est un village du comté de Edgar dans l'Illinois, aux États-Unis,. Il est situé au sud-ouest du comté, entre Ashmore à l'ouest et Paris à l'est.

## Histoire
Les premiers colons s'installent dans la région dès 1823. La ville de Midway est officiellement fondée le 16 juillet 1853. Le nom est conservé jusqu'à la création d'un bureau postal, en 1855. Un autre village du même nom existant dans le comté de Fulton, il est rebaptisé Kansas en référence au township où il est implanté et incorporé en 1858, puis à nouveau le 23 août 1873.

## Démographie
Lors du recensement de 2010, le village comptait une population de 842 habitants. Elle est estimée, en 2016, à 737 habitants.

## Source de la traduction
- (en) Cet article est partiellement ou en totalité issu de l’article de Wikipédia en anglais intitulé « Kansas, Illinois » (voir la liste des auteurs).